# Fred Taylor Park
El Fred Taylor Park és un estadi de futbol d'Auckland, Nova Zelanda. L'estadi és on juga el Waitakere United, un equip que ha representat a Oceania en diverses ocasions en el Campionat del Món de Clubs.

## Clubs
En l'estadi Fred Taylor Park hi juguen una varietat de clubs de futbol, entre els quals s'incloen el Waitakere United i el Waitakere City.

### Waitakere United
El Waitakere United, un equip que hi ha jugat en l'estadi des de la temporada 2009-2010 del Campionat de Futbol de Nova Zelanda, és un equip que ha participat en el Campionat del Món de Clubs en dues ocasions: el 2007 i el 2008.